# デビッド・マー
デビッド・マー（David Marr、1945年1月19日 - 1980年11月17日）は、イギリスの神経科学の研究者。計算論的視覚論に大きな影響を与えた。
小脳の理論で博士号を取得した。これは小脳をパーセプトロンの一種であると見なしたものであった。この理論は後に伊藤正男によって検証された。
伊藤正男にアメリカで会ったが、その翌年に白血病で死亡した。死後の1982年に『ヴィジョン』が出版された。

## 経歴
エセックス州ウッドフォードに生まれ、ラグビー校で教育を受けた。
1963年、オープン奨学金およびリーズ・ノウルズ・ラグビー奨学金を得て、ケンブリッジ大学トリニティ・カレッジに入学した。
1966年にクーツ・トロッター奨学金を授与され、同年に数学の学士号（BA）を取得。1968年にはトリニティ・カレッジのリサーチ・フェローに選出された。ジャイルズ・ブリンドリーの指導のもと執筆した博士論文は1969年に提出された。この論文では、主にジョン・C・エクルズの著作から得られた解剖学的・生理学的データに基づき、小脳の機能に関する自身のモデルを記述した。その後、マーの研究的関心は一般的な脳理論から視覚処理へと移った。やがてマサチューセッツ工科大学（MIT）に移り、1977年に心理学科の教員、1980年には終身在職権を持つ正教授に就任した。
マーは、脳を理解するためには脳が直面する問題とその解決策を理解することが必要であると提唱し、一般的な理論的議論を避け、特定の問題の理解に集中することの重要性を強調した。
マーはマサチューセッツ州ケンブリッジにて白血病により、35歳で死去した。彼の研究成果は、主著『Vision: A computational investigation into the human representation and processing of visual information』にまとめられている。同書は1979年夏にほぼ完成し、マーの死後である1982年に出版され、2010年にはMITプレスから再版された。この本は、計算論的神経科学という分野の創始と急成長に中心的な役割を果たした。
マー氏の名を冠した学術賞や褒賞が複数存在する。コンピュータビジョン分野で最も権威ある賞の一つである「マー賞」、英国の応用視覚学会が2年ごとに授与する「デビッド・マー・メダル」、そして認知科学会が年次大会の最優秀学生論文に授与するマー賞などがある。

## 仕事

### 小脳、海馬、新皮質の理論
マーは視覚に関する研究で最もよく知られているが、そのテーマに取り組み始める以前に、小脳（1969年）、新皮質（1970年）、海馬（1971年）に関する計算論的理論を提唱する3つの独創的な論文を発表した。これらの論文はそれぞれ、現代の理論的思考に影響を与え続ける重要な新しい着想を提示した。
”小脳理論”は、小脳の解剖学が持つ2つのユニークな特徴に着想を得ている。小脳には膨大な数の微小な顆粒細胞が存在し、それぞれが「苔状線維」からごく少数の入力しか受け取らないこと、小脳皮質のプルキンエ細胞はそれぞれが「平行線維」から数万もの入力を受ける一方で「登上線維」からはただ1つではあるが極めて強力な入力を受けることである。
マーは、顆粒細胞が苔状線維の入力の組み合わせを符号化し、登上線維が「教師信号」を運び、その信号が標的となるプルキンエ細胞に対して平行線維からのシナプス結合強度を修正するよう指示すると提唱した。
”新皮質理論”は、主にデイヴィッド・ヒューベルとトルステン・ウィーセルによる、大脳皮質の一次視覚野における数種類の「特徴検出細胞」の発見を動機とする。マーはその観察を一般化し、新皮質の細胞は柔軟な分類器である、すなわち、入力パターンの統計的構造を学習し、頻繁に繰り返される組み合わせに敏感になると提唱した。
”海馬理論”（彼はこれを古皮質（archicortex）と呼んだ）は、ウィリアム・スコヴィルとブレンダ・ミルナーによる、海馬の破壊が新しい、あるいは最近の出来事の記憶に健忘を引き起こす一方で、何年も前に起こった出来事の記憶は損なわれないという発見に着想を得たものである。マーはこの理論を「単純記憶」と名付けた。その基本的な考えは、海馬がニューロン間の結合を強化することによって、単純なタイプの記憶痕跡を迅速に形成できるというものであった。
特筆すべきことに、マーの論文は、彼が仮定したシナプス可塑性と非常に類似した現象である海馬の長期増強について初めて明確に報告したティム・ブリスとテリエ・レモの論文に、わずか2年先立つものであった。海馬の解剖学的理解に誤りがあったため、マーの理論の詳細はもはや大きな価値を持つものではないが、海馬を一時的な記憶システムとみなすという基本概念は、現代の数多くの理論の中に生き続けている。

### 3段階分析レベル
マー氏は視覚野の構造を、情報処理システムとして扱った。同様に脳のそれぞれのモジュールの動作原理を理解するには、互いに補完的な3つの異なる分析のレベルで理解しなければならないという考えを提唱した。
- 計算論的レベル：そのシステムが何を行うか。またなぜそれを行う必要があるか。

- アルゴリズム的レベル：そのシステムがそこで実行していることをどのようにして行うか。またその中でどのような表象を用い、その表象を操作するためにどのようなプロセスを用いるか。
- 実装物理的レベル：そのシステムが物理的にどのように実現されているか。分子や化学レベル、または回路構造や特有の神経活動がどう寄与しているか。

彼はこの三水準での分析を、その機能がよく理解されている装置であるレジスターの例を用いて説明した。